# Гордон-Леннокс, Чарльз, 6-й герцог Ричмонд

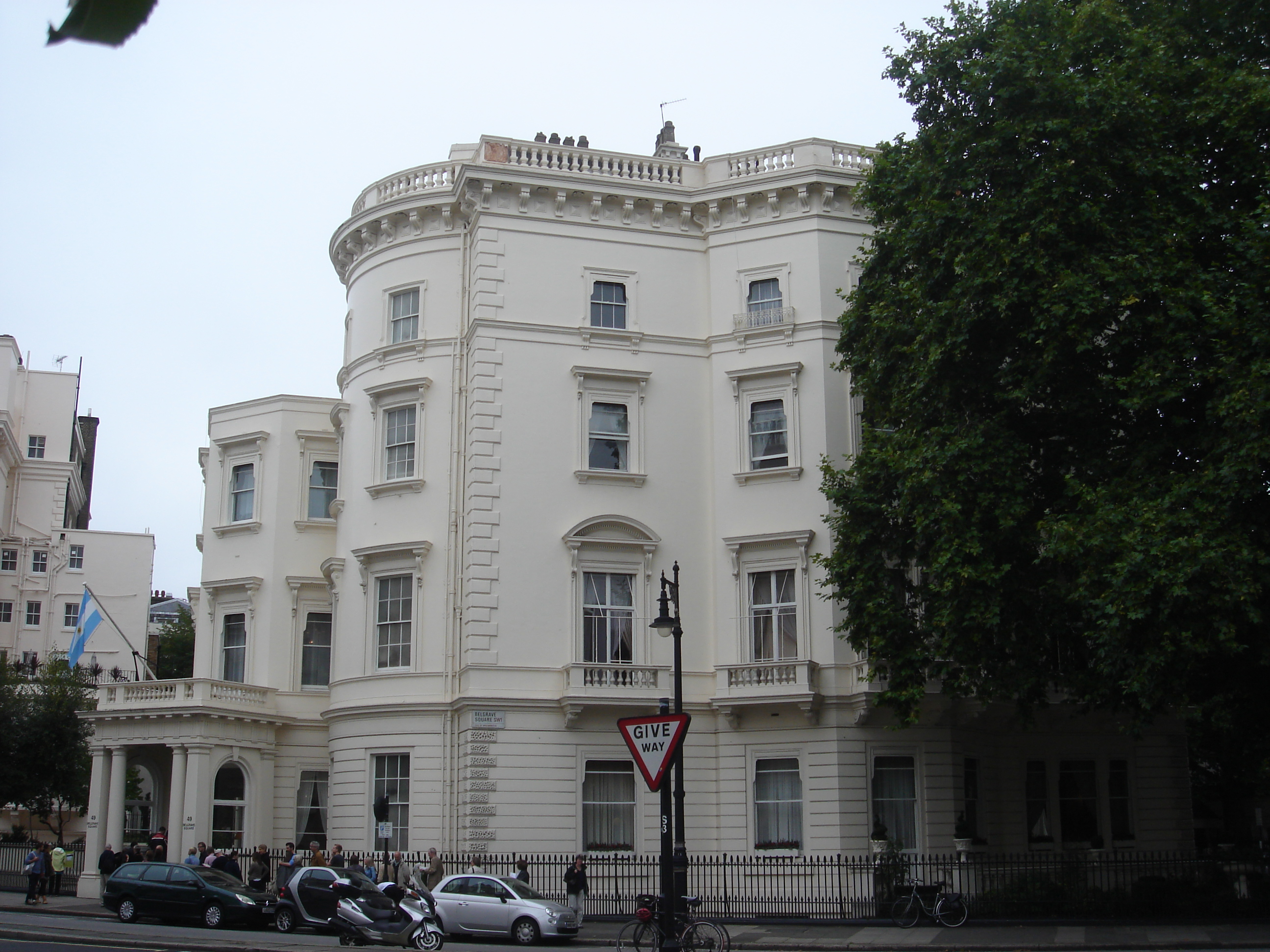
Белгрейв-сквер, 49, дом герцога в Лондоне

Чарльз Генри Гордон-Леннокс, 6-й герцог Ричмонд, 6-й герцог Леннокс и 1-й герцог Гордон (27 февраля 1818 — 27 сентября 1903) — британский аристократ, пэр и консервативный политик. С 1818 по 1819 год он был известен как лорд Сеттрингтон, а с 1819 по 1860 год как граф Марч. Занимал посты министра торговли (1867—1868, 1885), лорда-председателя Совета (1874—1880), министра по делам Шотландии (1885—1886), лорда-лейтенанта Банффшира (1879—1903), лидера консервативной партии в Палате лордов (1870—1876).

## Титулатура
6-й герцог Ричмонд (с 21 октября 1860 года), 6-й барон Сеттрингтон, Йоркшир (с 21 октября 1860), 6-й герцог Леннокс (с 21 октября 1860), 6-й граф Дарнли (с 21 октября 1860), 6-й лорд Торболтон (с 21 октября 1860), 6-й герцог д’Обиньи (с 21 октября 1860), 6-й граф Марч (с 21 октября 1860), 1-й граф Кинрара, графство Инвернесс (с 13 января 1876), 1-й герцог Гордон (с 13 января 1876 года).

## Предыстория и образование
Родился 27 февраля 1818 года в Ричмонд-хаусе, Лондон. Старший сын Чарльза Леннокса, 5-го герцога Ричмонда и Леннокса (1791—1860), и леди Каролины Пэджет (1797—1874), дочери фельдмаршала Генри Пэджета, 1-го маркиза Англси. Он получил образование в Вестминстере и Крайст-черч (Оксфордский университет), где он сделал короткую карьеру в крикете. Он служил в королевской конной гвардии и был адъютантом герцога Веллингтона.

## Политическая карьера
Граф Марч вступил в политику в качестве члена Палаты общин от Западного Суссекса в 1841 году. В 1859 году он был приведен к присяге в Тайном совете. В 1860 году он сменил своего отца на посту герцога Ричмонда и вошел в Палату лордов Великобритании. Он возглавлял Королевскую комиссию по смертной казни, которая отчиталась в 1866 году, и Королевскую комиссию по водоснабжению в 1869 году, которая пришла к выводу, что существует необходимость в каком-то общем планировании водоснабжения для домашнего использования.
Он стал кавалером Ордена Подвязки в 1867 году и занимал различные должности в правительстве в консервативных администрациях графа Дерби, Дизраэли и маркиза Солсбери. В 1876 году он был вознагражден за свое общественное служение, для него были созданы титулы герцого Гордона и графа Кинрары в Пэрстве Соединенного Королевства. Он также был ректором Абердинского университета с 1861 года вплоть до своей смерти в замке Гордон в 1903 году.

## Семья
Граф Марч 28 ноября 1843 года женился на Фрэнсис Гарриет Гревилл (8 марта 1824 — 8 марта 1887), дочери Элджернона Гревилла (1798—1864) и Шарлотты Мари Кокс. У них было шестеро детей:
- леди Каролина Гордон-Леннокс (12 октября 1844 — 2 ноября 1934), исполнявшая обязанности хозяйки Гудвуда после смерти матери в 1887 году. Она умерла незамужней в 1934 году[4].
- Чарльз Гордон-Леннокс, 7-й герцог Ричмонд (27 декабря 1845 — 18 января 1928)
- лорд Элджернон Чарльз Гордон-Леннокс (19 сентября 1847 — 3 октября 1921) женился на Бланш Мейнард и имел единственную дочь, Айви Гордон-Леннокс (16 июня 1887 — 3 марта 1982), которая была замужем за Уильямом Кавендишем-Бентинком, 7-м герцогом Портлендом.
- капитан лорд Фрэнсис Чарльз Гордон-Леннокс (30 июля 1849 — 1 января 1886), умер холостым
- леди Флоренс Гордон-Леннокс (21 июня 1851 — 21 июля 1895), умерла незамужней
- лорд Уолтер Чарльз Гордон-Леннокс (29 июля 1865 — 21 октября 1922), женился на Элис Огилви-Грант и имел потомство.